# Vimentin
Vimentin (VIM) ist ein Typ 3-Intermediärfilament aus der Gruppe der Desmine und damit ein Element des Zytoskeletts der Wirbeltiere. Die Molekülmasse humanen Vimentins beträgt 53.689 Dalton. Es kommt im Zytoplasma (teilweise auch im Nucleolus) aller Zellen mesenchymaler Herkunft (z. B. Fibroblasten, Endothelzellen, glatte Muskelzellen) vor. 
Über die genaue Funktion von Vimentin ist wenig bekannt. Knock-out-Mäuse, denen das Gen zur Produktion von Vimentin entfernt wurde, zeigten beispielsweise in der Muskelentwicklung keine phänotypischen Veränderungen. Allerdings wurden bei adulten Tieren eine Reihe von Anomalien der Muskelzellen beobachtet, beispielsweise falsch ausgerichtete Muskelfasern.  
In der Pathologie wird Vimentin als genereller Marker für Weichgewebstumoren verwendet.